# أورلاندو بلوم
أورلاندو بلوم (بالإنجليزية: Orlando Bloom)‏ مواليد 13 يناير 1977 في كانتربيري، كنت، إنجلترا، هو ممثل إنجليزي بدأ مسيرته الفنية عام 1994.

## المسيرة الفنية
كانت بداية مسيرته الفنية في عام 1993 بظهوره في بعض المسلسلات لكن أول فيلم شارك فيه كان في عام 1997 حينما حصل على دور صغير في فيلم (Wilde) إلى جانب كل من ستيفن فراي وجود لو.

المسيرة الفنية الحقيقية للنجم الإنجليزي بدأت عند مشاركته في ثلاثية الافلام الناجحة(سيد الخواتم) وشارك فيها كلها، ليصبح بعد ذلك نجما في هوليوود خاصة في الافلام التاريخية، وتجلى ذلك في بطولته إلى جانب النجم جوني ديب في الأجزاء الثلاثة الأولى من سلسلة أفلام الناجحة (قراصنة الكاريبي) وقام أيضا ببطولة فيلم مملكة السماء مع غسان مسعود وإخراج ريدلي سكوت وشارك أيض في الجزئين الاخيرين من ثلاثية The Hobbit.

## الترشيحات والجوائز
ترشح النجم الإنجليزي في حياته ل 19 جائزة، وظفر ب 18 منها،

وقد توج بجوائز عدة أغلبها في الولايات المتحدة أو بريطانيا وحتى في المكسيك.
| السنة | الحدث                    | الفئة     | النتيجة |
| ----- | ------------------------ | --------- | ------- |
| 2001  | جائزة جمعية طائر الفينيق | أفضل ممثل | فوز     |

## الأعمال

### قائمة الأفلام
قائمة أفلام النجم (أورلاندو بلوم:
| السنة | اسم الفيلم        | الدور          | المخرج          | مع                  | تقييمIMDb | الايرادات                |
| ----- | ----------------- | -------------- | --------------- | ------------------- | --------- | ------------------------ |
| 1997  | وايلد             | الصبي المستأجر | براين جيلبيرت   | ستيفين فراي وجود لو | 6,9/10    | رمز الدولار2,158,775     |
| 2001  | سيد الخواتم 1     | ليغولاس        | بيتر جاكسون     | كيت بلانشيت         | 89/10     | رمز الدولار871,530,324   |
| 2001  | سقوط الصقر الأسود | بلاكبيرن       | ريدلي سكوت      | جوش هارتنت          | 7,7/10    | رمز الدولار172,989,651   |
| 2002  | سيد الخواتم 2     | ليغولاس        | بيتر جاكسون     | كيت بلانشيت         | 8,8/10    | $926,047,111             |
| 2003  | قراصنة الكاريبي 1 | ويل تيرنير     | غور فيربينسكي   | جوني ديب            | 8,1/10    | رمز الدولار654,264,015   |
| 2003  | سيد الخواتم 3     | ليغولاس        | بيتر جاكسون     | كيت بلانشيت         | 8,9/10    | رمز الدولار1,119,929,521 |
| 2004  | طروادة            | باريس          | ولفجانج بيتيرسن | براد بيت            | 7,2/10    | رمز الدولار497,409,852   |
| 2005  | مملكة السماء      | باليان         | ريدلي سكوت      | غسان مسعود          | 7,2/10    | رمز الدولار211,652,051   |
| 2005  | إليزابيث          | دريو بايلور    | كاميرون كرو     | كريستين دانست       | 6,4/10    | رمز الدولار52,034,889    |
| 2006  | قراصنة الكاريبي 2 | ويل تيرنير     | غور فيربينسكي   | جوني ديب            | 7,3/10    | رمز الدولار1,066,179,725 |
| 2007  | قراصنة الكاريبي 3 | ويل تيرنير     | غور فيبرينسكي   | جوني ديب            | 7,1/10    | رمز الدولار963,420,425   |
| 2011  | الفرسان الثلاثة   | دوق باكنغهام   | بول أندرسون     | ميلا جوفوفيتش       | 5,8/10    | رمز الدولار132,274,484   |
| 2013  | الهوبيت 2         | ليغولاس        | بيتر جاكسون     | إيان ماكيلين        | 8,2/10    | رمز الدولار922,328,997   |

## روابط خارجية
- أورلاندو بلوم على موقع IMDb (الإنجليزية)
- أورلاندو بلوم على موقع ميتاكريتيك (الإنجليزية)
- أورلاندو بلوم على موقع روتن توميتوز (الإنجليزية)
- أورلاندو بلوم على موقع مونزينجر (الألمانية)
- أورلاندو بلوم على موقع ألو سيني (الفرنسية)
- أورلاندو بلوم على موقع ميوزك برينز (الإنجليزية)
- أورلاندو بلوم على موقع ميوزك برينز (الإنجليزية)
- أورلاندو بلوم على موقع تيرنر كلاسيك موفيز (الإنجليزية)
- أورلاندو بلوم على موقع أول موفي (الإنجليزية)
- أورلاندو بلوم على موقع بوكس أوفيس موجو (الإنجليزية)